# Iwan Łojko

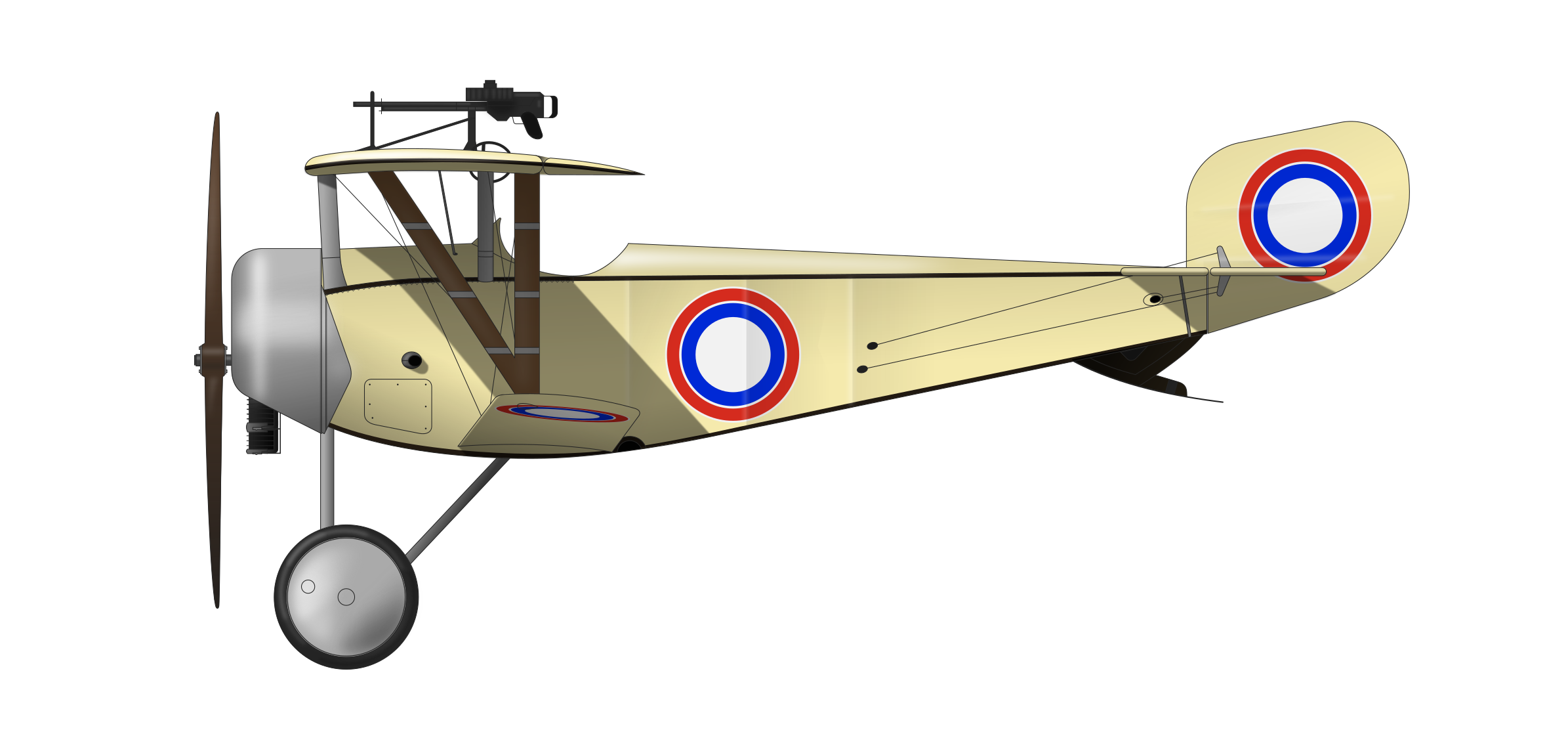

Iwan Aleksandrowicz Łojko (ros. Иван Александрович Лойко, ur. 25 stycznia?/6 lutego 1892 w Rubiłkach, zm. po 1936, wyspa Wajgacz) – as lotnictwa rosyjskiego z 6 potwierdzonymi zwycięstwami w I wojnie światowej.

## Życiorys
Iwan Łojko urodził się na Białorusi w okolicach Mińska we wsi Rubiłki. Jego ojciec był gospodarzem, a matka Jewgienija z domu Daniłowa pochodziła ze zubożałej szlachty. Po ukończeniu szkoły parafialnej w 1905 roku rozpoczął naukę w szkole realnej w Mińsku. Jako junkier kontynuował naukę w Aleksiejewskiej Szkole Wojskowej. Z powodu wybuchu wojny jego nauka zakończyła się przyspieszoną promocją po 13 miesiącach szkolenia. Jako podporucznik Łojko został przydzielony do 59 batalionu zapasowego stacjonującego w Woroneżu.
Do służby w Carskich Siłach Powietrznych (Императорский военно-воздушный флот) został skierowany w końcu listopada 1914 roku. Po ukończeniu Sewastopolskiej Oficerskiej Szkoły Lotnictwa 20 kwietnia 1915 roku uzyskał licencję pilota i w końcu kwietnia został przydzielony do 30 eskadry przy 9 Armii stacjonującej wówczas w Przemyślu. Latał na samolocie Moran Parasol, który nie był uzbrojony. Na samolocie tym wykonywał zadania rozpoznawcze oraz bombardowania. 6 sierpnia 1915 roku został odznaczony Orderem św Anny kl. 4.
Pierwsze potwierdzone zwycięstwo powietrzne odniósł na samolocie Nieuport 11 na froncie w Rumunii 26 października 1916 roku. Na froncie rumuńskim walczył do końca 1917 roku odnosząc w sumie 5 potwierdzonych oraz 4 niepotwierdzone zwycięstwa. Pełnił funkcję dowódcy 9 eskadry.
Po wybuchu rewolucji Iwan Łojko walczył w szeregach armii generała Piotra Wrangla w randze pułkownika. Po ewakuacji do Istambułu w 1920 roku opuścił armię Wrangla i udał się do Serbii. W Serbii pracował jako mechanik, a później instruktor lotniczy.
Po ogłoszeniu w ZSRR amnestii powszechnej Iwan Łojko powrócił do kraju w 1923 roku. Do 14 sierpnia 1929 roku służył w Armii Czerwonej jako instruktor lotnictwa. 14 sierpnia został aresztowany wkrótce zesłany do obozu pracy. Został zamordowany po 1936 roku w stalinowskim obozie na wyspie Wajgacz.

## Odznaczenia
- Order św. Jerzego kl. 4
- Order św. Włodzimierza kl. 4
- Order św. Anny kl. 4, 3 i 2
- Order św. Stanisława kl. 2
- Order Gwiazdy Rumunii